# Islam in Bosnien und Herzegowina

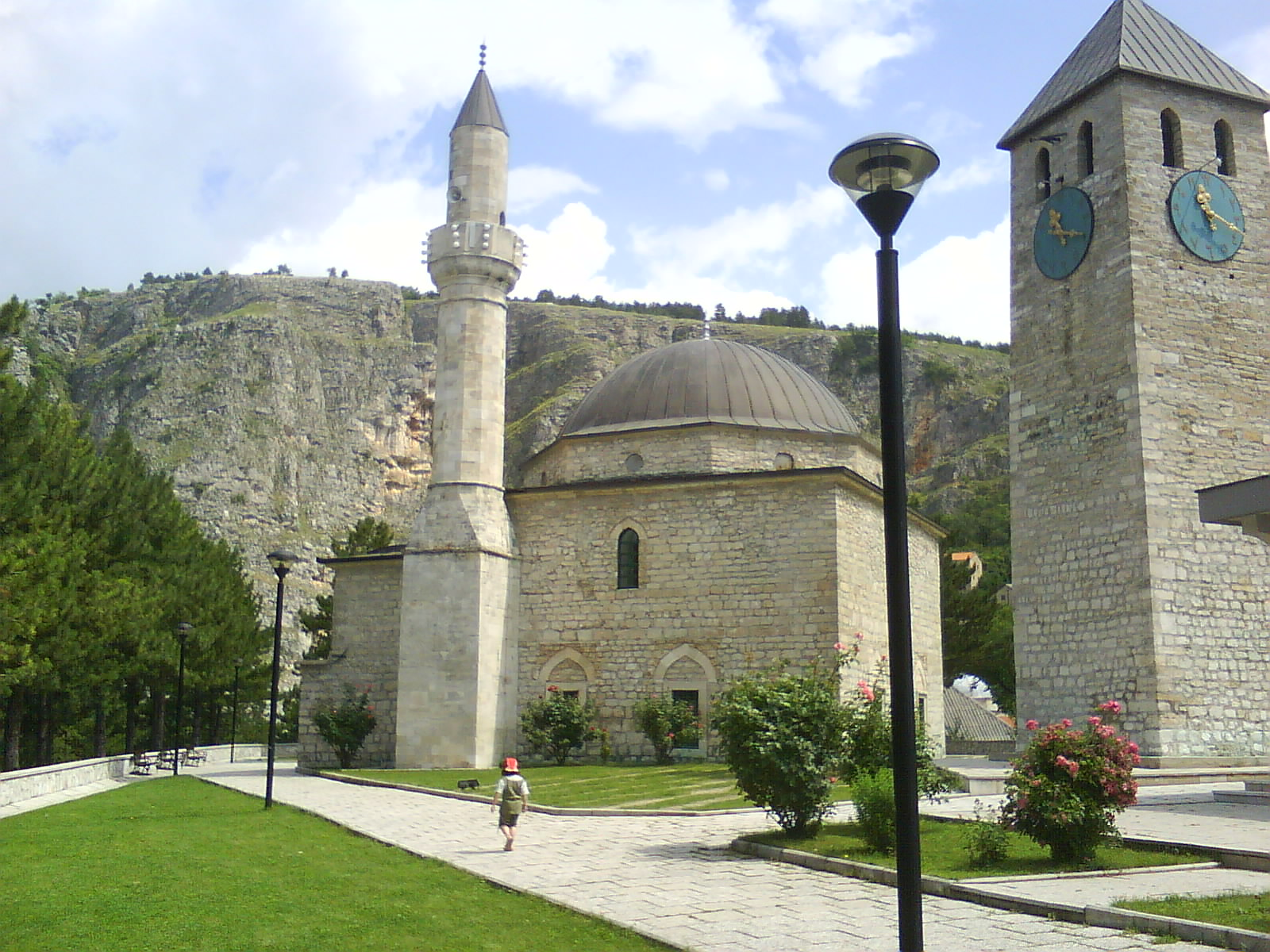
Die Moschee von Hadži Ahmet Dukatar in Livno

Der Islam ist in Bosnien und Herzegowina neben dem Christentum eine der beiden dominierenden Religionen. Die Zahl der Muslime in Bosnien und Herzegowina beträgt etwa zwei Millionen, die einer Schätzung von 2012 nach damit 50,7 Prozent der Bevölkerung des Landes ausmachen und die größte Glaubensgemeinschaft des Landes stellen. Die Muslime in Bosnien sind nahezu ausschließlich Bosniaken, deren Vorfahren hauptsächlich im 14., 15. und 16. Jahrhundert zum Islam konvertierten (siehe auch Slawische Muslime). Im Land leben kleinere Minderheiten von eingewanderten muslimischen Albanern, Mazedoniern und Türken. Die allgemeine Religiosität steigt.

## Geschichte

### Bosnienkrieg

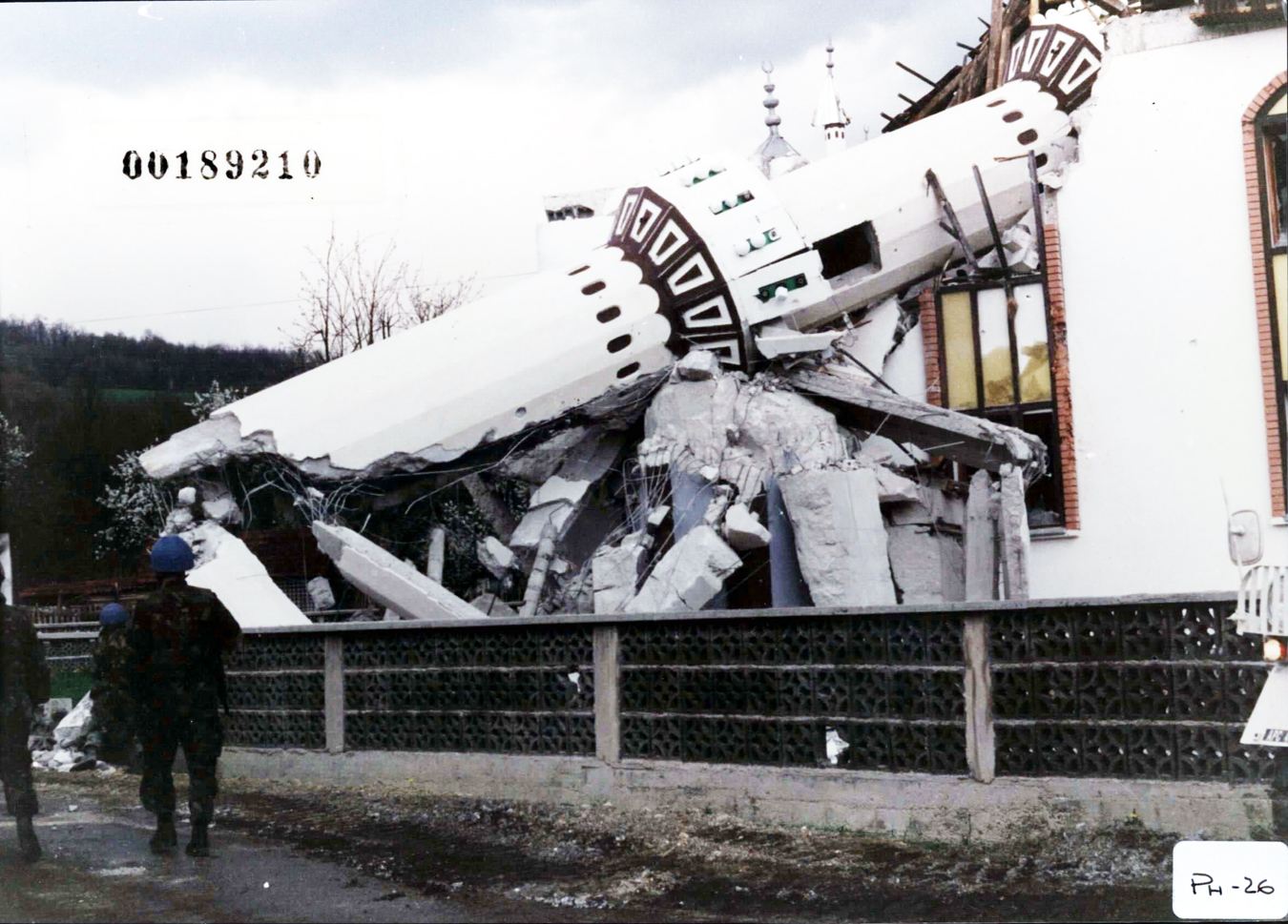
Während des Massakers von Ahmići 1993 zerstörte Moschee

Im Bosnienkrieg wurde der Großteil der Moscheen, und nahezu alle historisch wichtigen, gezielt zerstört, zumeist wurden kleine und unwichtige Moscheen verschont. Es war das Ziel, die islamische Kultur aus dem Stadtbild zu entfernen. Im Zuge dieser Politik fanden auch Ethnische Säuberungen und die gezielte Zerstörung von Archiven, Museen und Bibliotheken statt (beispielsweise der Nationalbibliothek durch serbische Truppen). Umgekehrt kämpften Mudschahedin aus Ägypten und Saudi-Arabien im Bosnienkrieg auf bosnischer Seite. Viele von ihnen blieben nach dem Friedensvertrag von Dayton 1995 im Land und betätigten sich als islamische Missionare.
| Gebäude              | Zerstört   | Zerstört    | Zerstört  | Beschädigt | Beschädigt  | Beschädigt | Insgesamt | Insgesamt     | Insgesamt |
| Gebäude              | von Serben | von Kroaten | Insgesamt | von Serben | von Kroaten | Insgesamt  | Insgesamt | Vor dem Krieg | Anteil    |
| -------------------- | ---------- | ----------- | --------- | ---------- | ----------- | ---------- | --------- | ------------- | --------- |
| Freitagsmoscheen     | 249        | 58          | 307       | 540        | 80          | 620        | 927       | 1.149         | 81 %      |
| Moscheen             | 21         | 20          | 41        | 175        | 43          | 218        | 259       | 557           | 47 %      |
| Medressen            | 14         | 4           | 18        | 55         | 14          | 69         | 87        | 954           | 9 %       |
| Tekken               | 4          | 1           | 5         | 3          | 1           | 4          | 9         | 15            | 60 %      |
| Türbe                | 6          | 1           | 7         | 34         | 3           | 37         | 44        | 90            | 49 %      |
| andere Waqufs Bauten | 125        | 24          | 149       | 345        | 60          | 405        | 554       | 1.425         | 39 %      |
| Insgesamt            | 419        | 108         | 527       | 1.152      | 201         | 1.353      | 1.880     | 4.190         | 45 %      |

### Einfluss radikaler Strömungen
Etliche radikale islamische Gruppierungen etablierten sich seit den späten 1990er Jahren mithilfe offener Unterstützung aus Saudi-Arabien in manchen Regionen Bosnien und Herzegowinas. Mit saudischem Geld wurden hunderte salafistisch ausgerichtete Moscheen gebaut und entsprechend ausgerichtete Kultureinrichtungen unterhalten.
Während des Bürgerkrieges in Syrien und im Irak diente die Terrororganisation Islamische Staat als Projektionsfläche für junge Menschen, die sozial frustriert waren und in den Dschihad nach Syrien und Irak zogen, so der Politologe Verdan Dzihic. Bosnien und Herzegowina war das europäische Land aus dem die meisten IS-Kämpfer pro Kopf der Bevölkerung kamen.
In den Bosnischen Bergen bildeten sich sogenannte Salafistendörfer. Das 200 Einwohner zählende Gornja Maoca erlangte dadurch Bekanntheit.
Diese IS-Sympathisanten stammten im Wesentlichen aus einigen sogenannten „Salafistendörfern“ in Bosnien. Nach dem Ende des IS in Syrien und im Irak ab 2019 ist diese Form der Radikalisierung wieder zurückgegangen. Islamistische Anschläge gab es auf dem Westbalkan seitdem nicht mehr. Die Bosnische Regierung verbot die Parajamaats, also inoffizielle muslimische Glaubenskongregationen. Zur Unterrichtung von Religion muss eine Erlaubnis eingeholt werden.
Dzihic wies darauf hin, dass man den Gazakrieg seit 2023 in Bosnien-Herzegowina als einen weltweiten Feldzug gegen die Muslime wahrnehme. Weil der Westen zum Leid in Gaza schweige führe das zur Verbitterung, anti-westlichen Ressentiments und auch Antisemitismus auf dem Westbalkan.

## Religiöse Identität und ausländische Einflüsse

Die Flagge der muslimischen Bosniaken, die innerhalb oder außerhalb jeder Moschee zu finden ist.

In Bosnien ist besonders bei Jugendlichen eine nationale und religiöse Erweckung im Zuge einer gesteigerten Identifizierung mit dem ethnischen Erbe, zum großen Teil infolge des Bosnienkrieges zu beobachten. Begünstigt wird diese Entwicklung durch millionenschwere Investitionen einiger Golfstaaten wie Saudi-Arabien, die vor allem eine streng konservative bzw. fundamentalistische Islamauslegung fördern, die den traditionell eher toleranten bosnischen Islam zunehmend verdrängt.
Zahlreiche muslimische Frauen befolgen seit dem Bosnienkrieg – besonders in den Städten – die islamische Kleiderordnung, die vor dem Krieg zumeist keine Beachtung fand. Andererseits genießt die Religion die größte Unterstützung aus den ländlichen Gebieten Bosnien und Herzegowinas, und geringeren Zuspruch in urbanen Zentren wie der Hauptstadt Sarajevo oder Banja Luka.
Sicherheitsexperten schätzen die Zahl der Salafisten in Bosnien auf 20.000 (Stand 2019).

## Islamische Glaubensgemeinschaft
Seit dem Bosnienkrieg stand 19 Jahre lang Mustafa Cerić an der Spitze der Islamischen Glaubensgemeinschaft Bosnien-Herzegowina (Islamska zajednica, IZ BiH). Cerić wurde in dieser Funktion als Reisu-l-ulema (Großmufti) von Bosnien und Herzegowina im November 2012 von Husein Kavazović, vormals Mufti von Tuzla, abgelöst. Sejad Mekić, der eine Ausbildung zunächst an der Elči-Ibrahim-Pascha-Medresa in Travnik absolviert hat, war 2008 einer der muslimischen Delegationsteilnehmer des 2. Seminars des Katholisch-Muslimischen Forums in Rom.
Die übergroße Mehrheit der bosnischen Imame wurde in Bosnien ausgebildet. Die Islamische Glaubensgemeinschaft Bosniens wehrt sich gegen Einflüsse Saudischer Staaten auf ihre Interpretation des Islam.

## Islamische Bauten
In Bosnien und Herzegowina gibt es über tausend Moscheen, viele gehören zu den ältesten Europas.

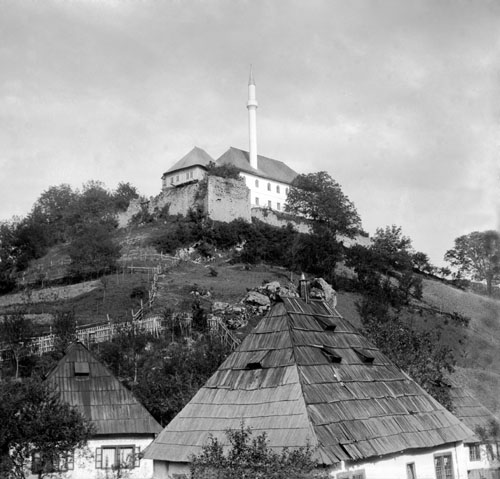
Cazin
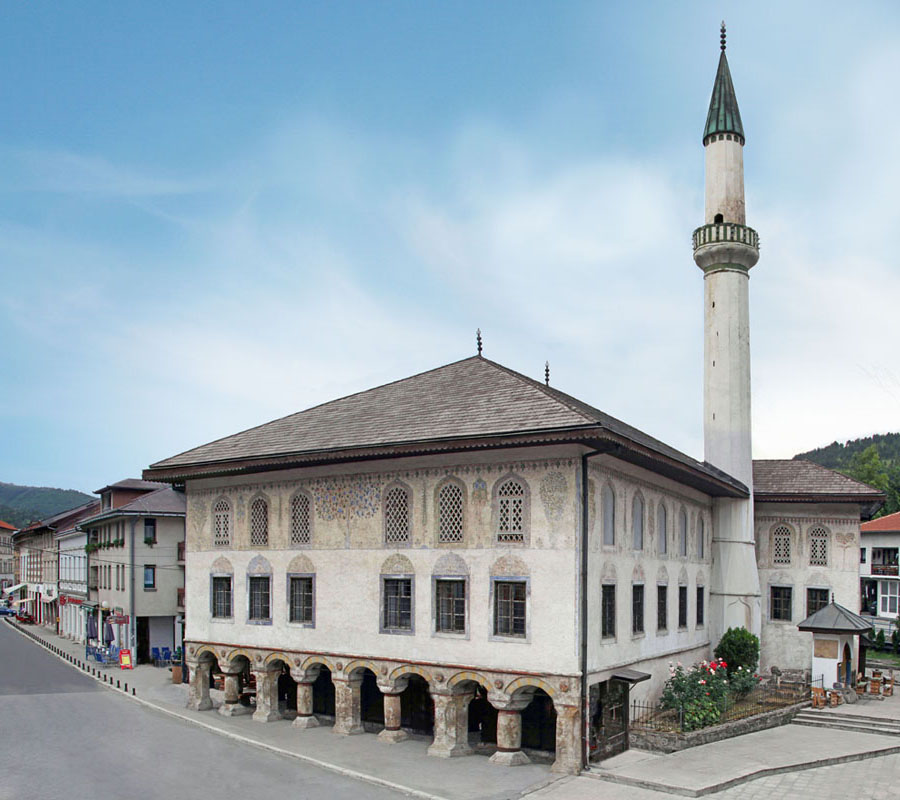
Travnik, Bunte Moschee, frühes 19. Jhd.
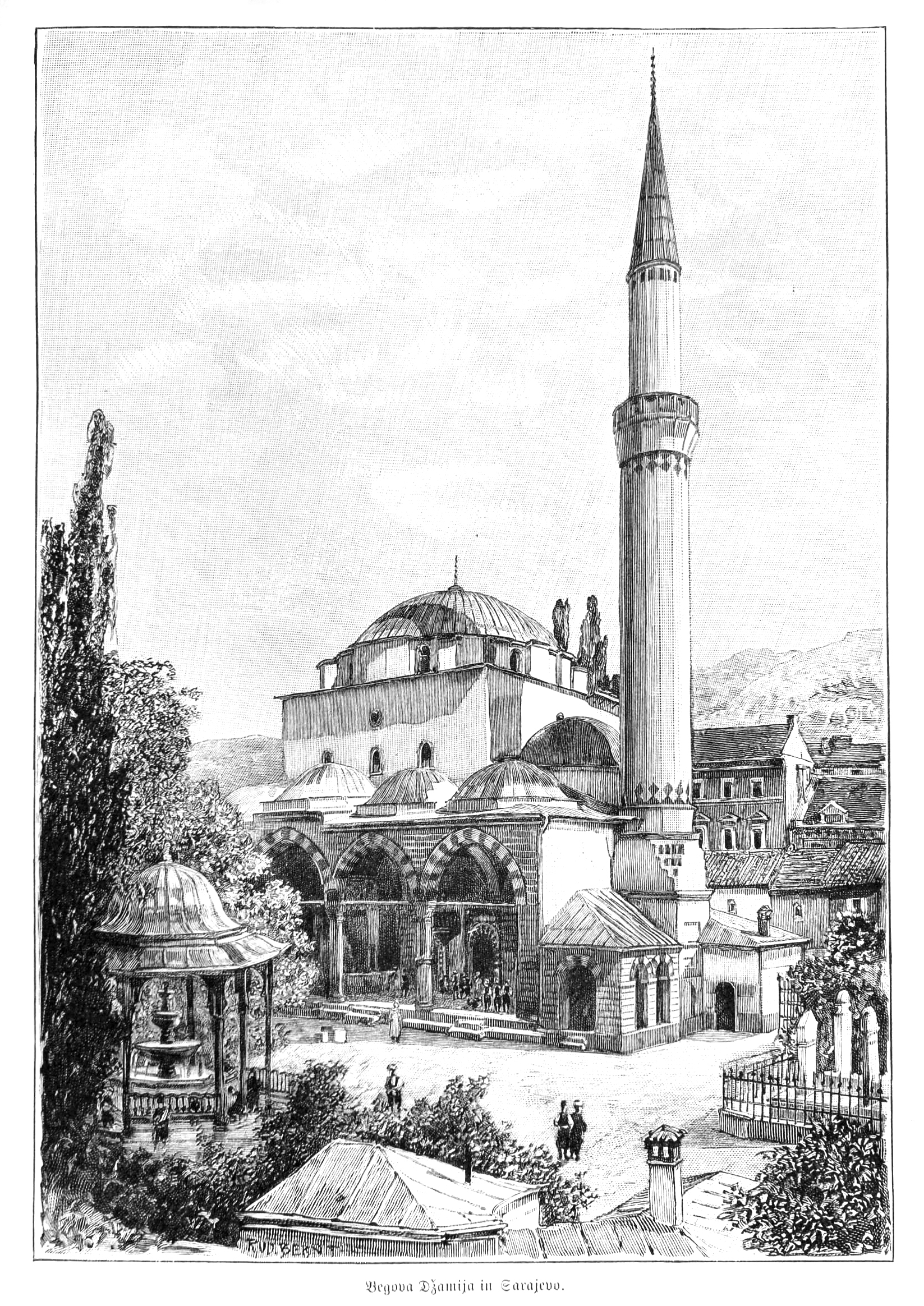
Sarajewo, Gazi-Husrev-Beg-Moschee, 1537
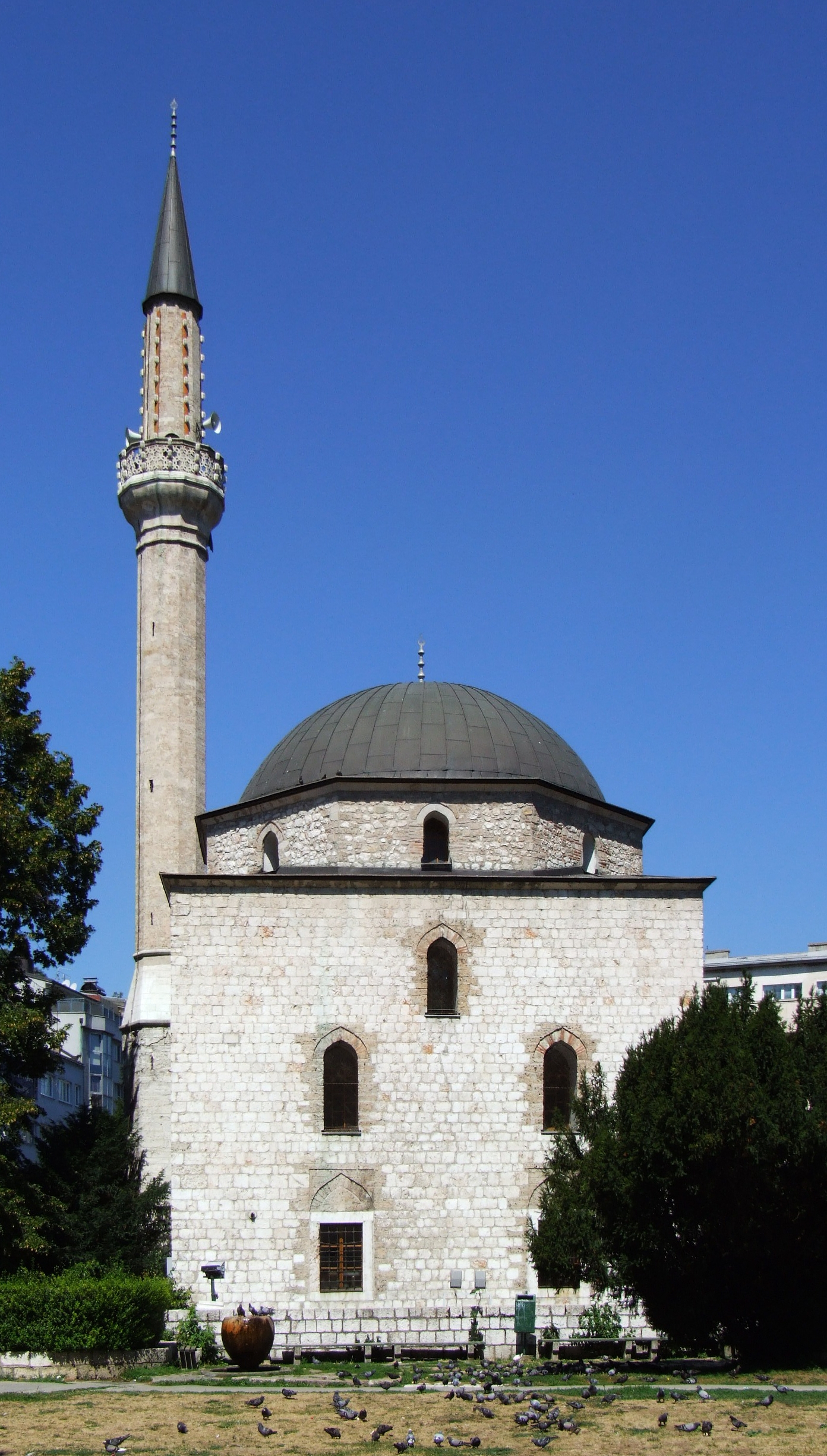
Sarajewo, Ali-Pascha-Moschee, 1561
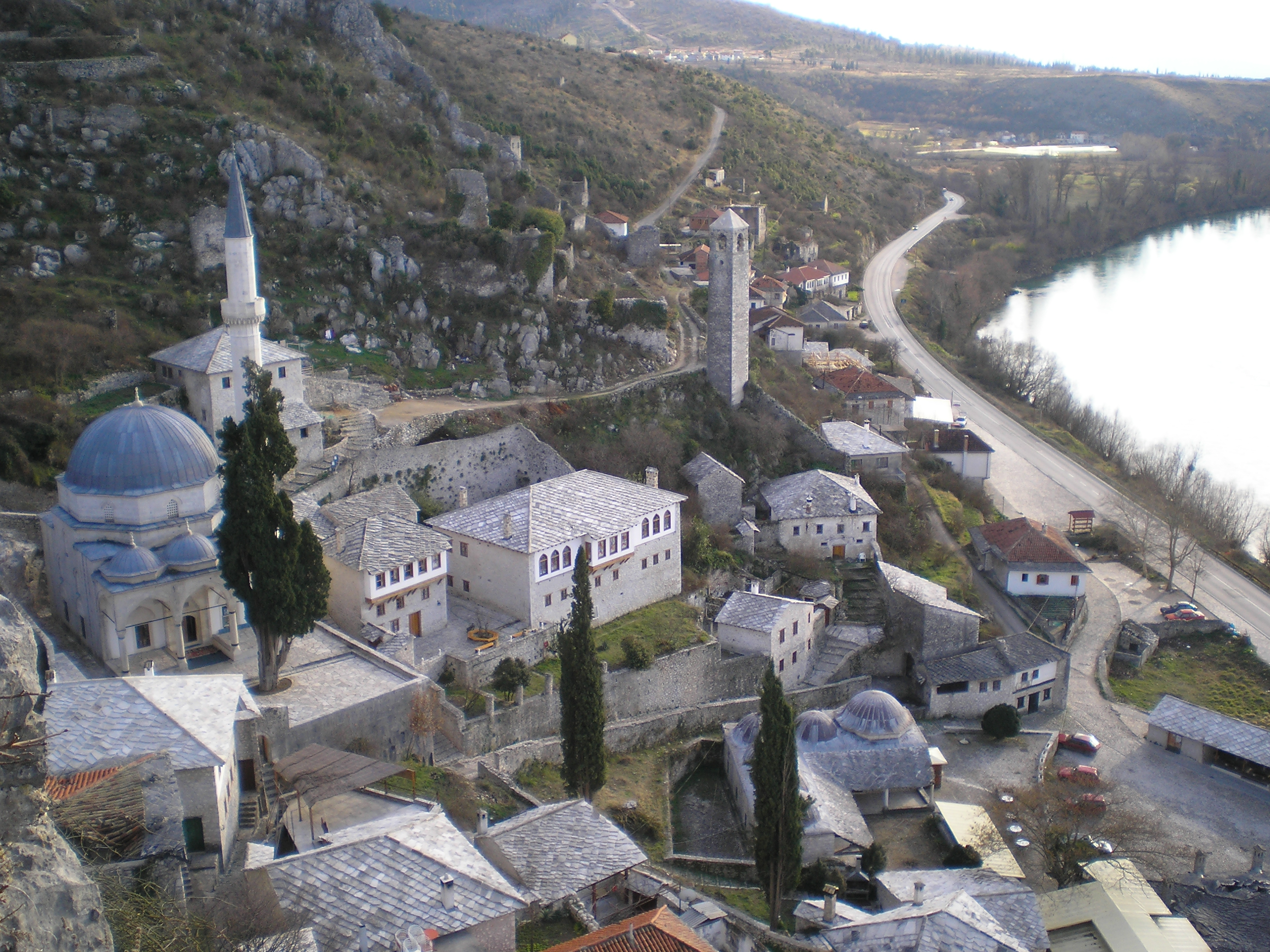
Počitelj, 1561
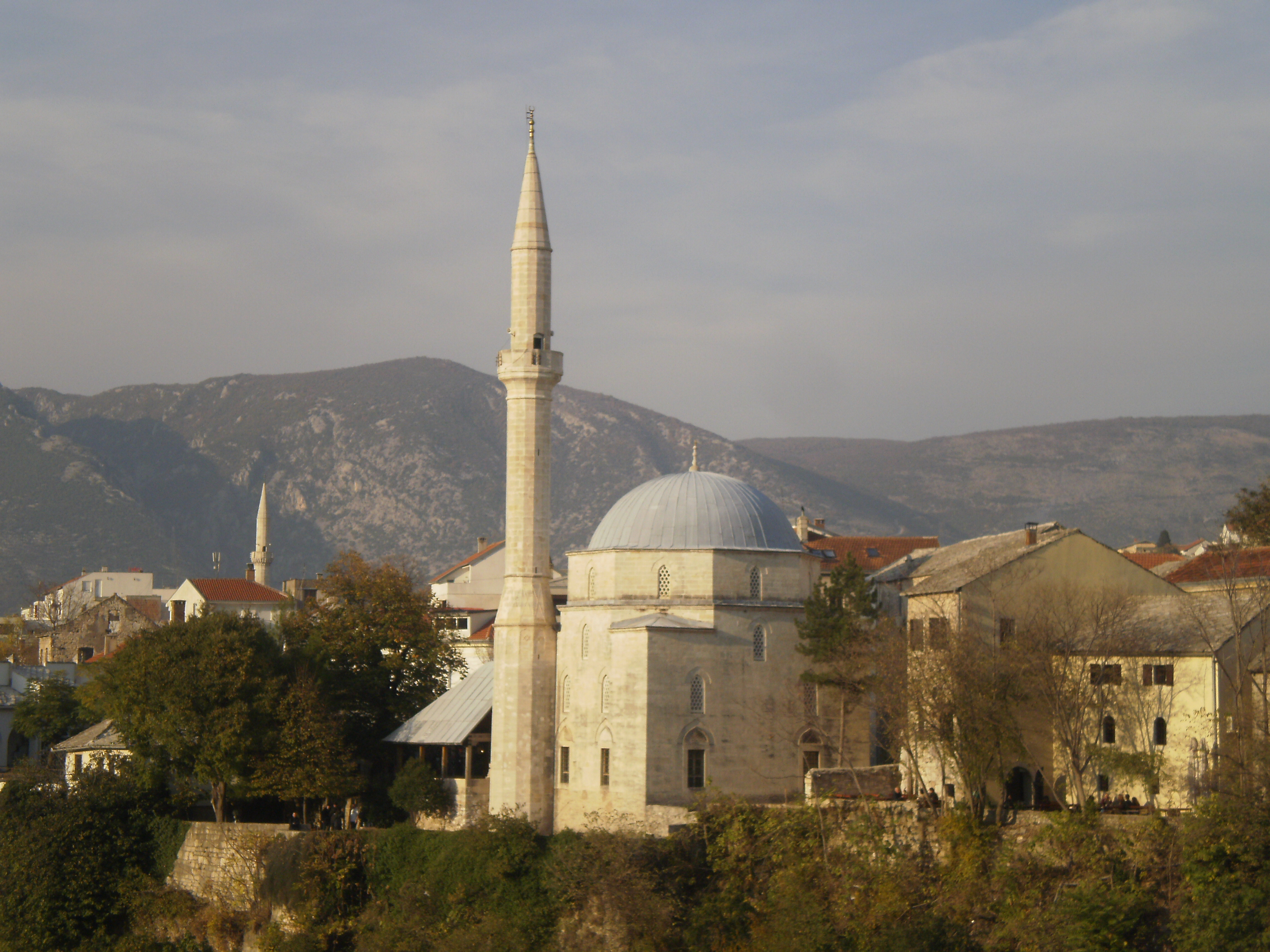
Mostar, 17. Jhd.
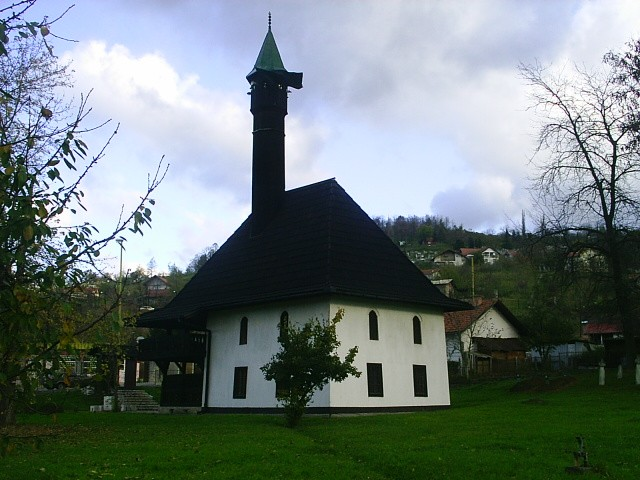
Tuzla, Holzmoschee, 18. Jhd.
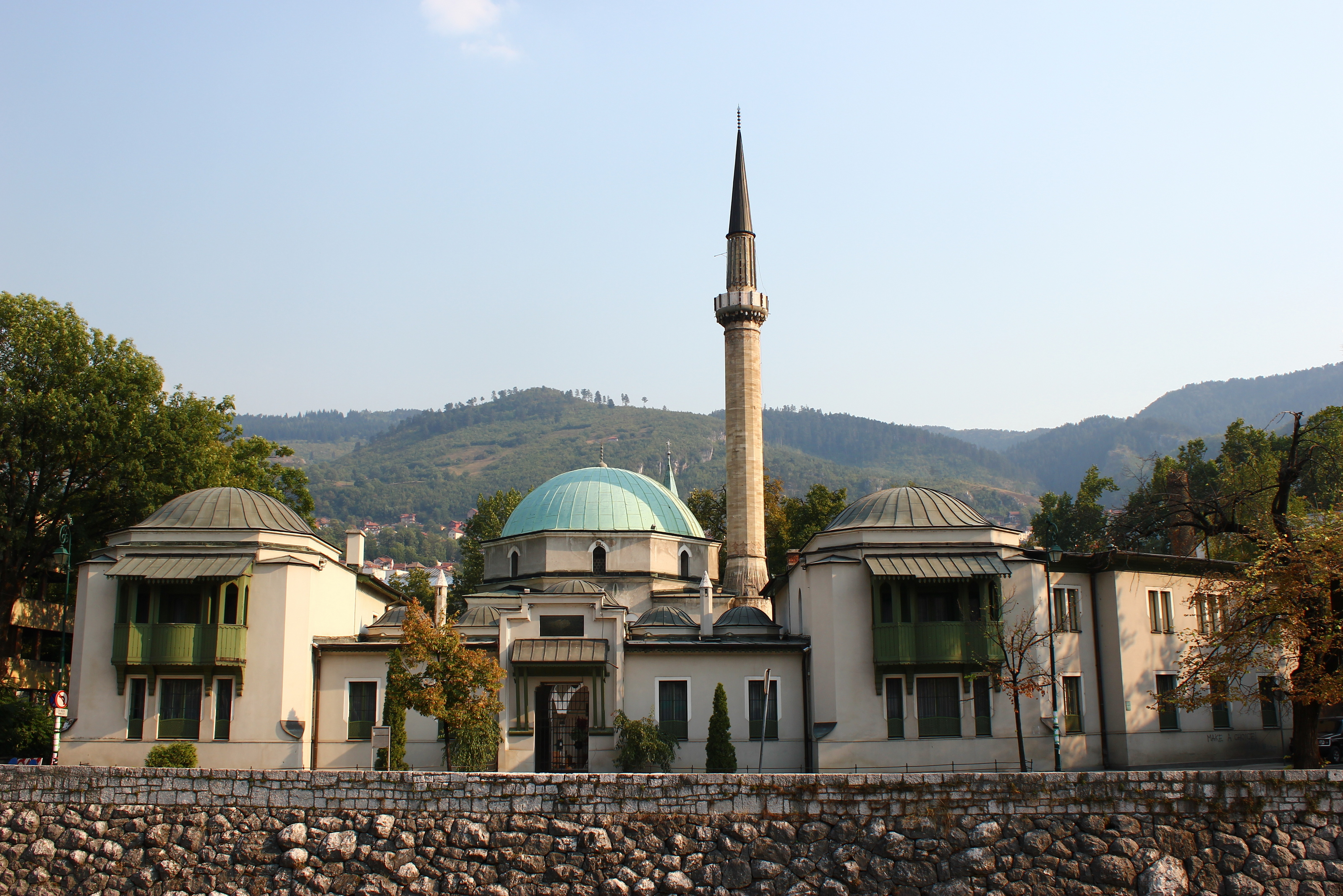
Sarajewo, Kaisermoschee, 1461
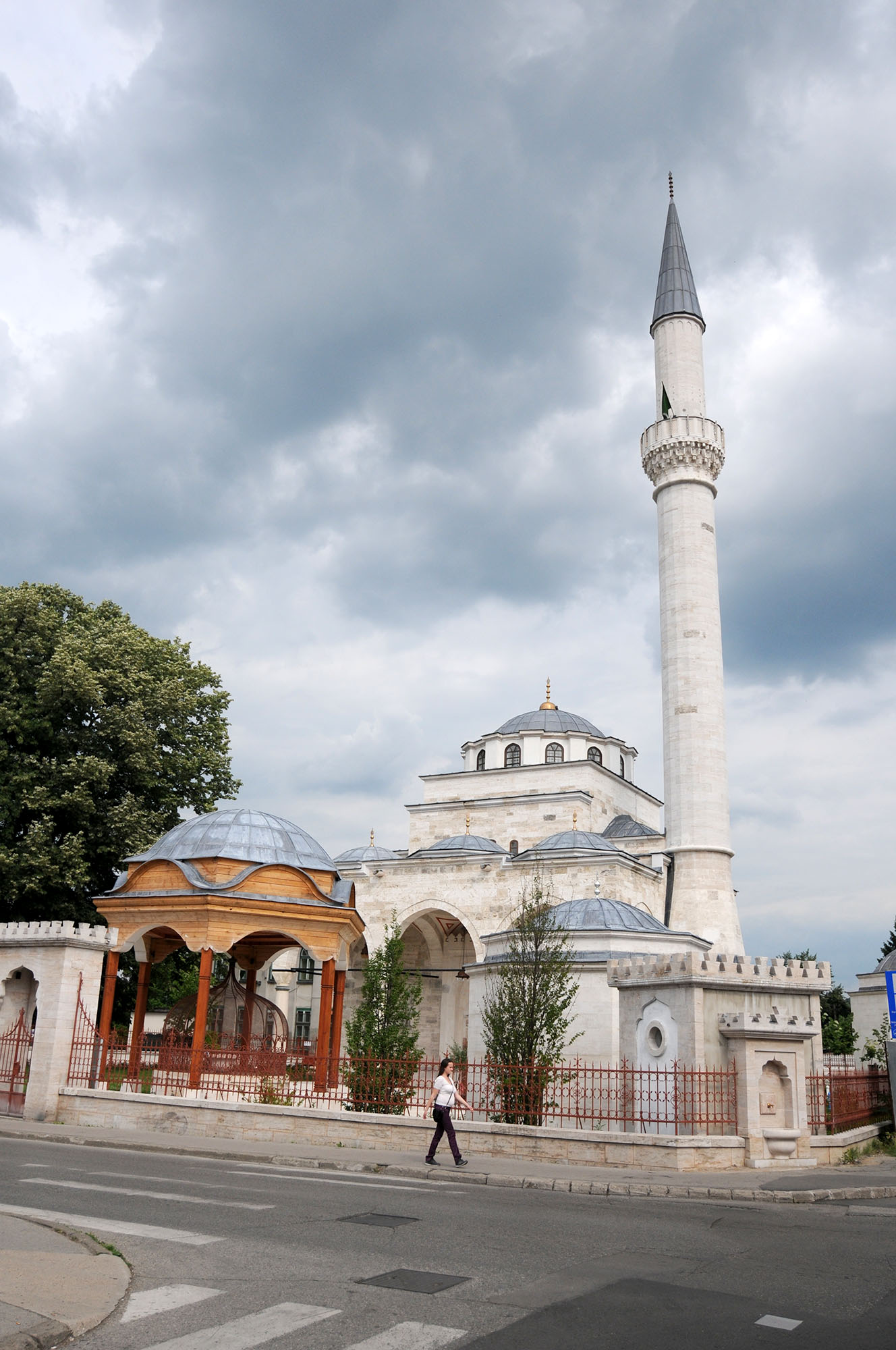
Banja Luka, Ferhadija-Moschee, 1579
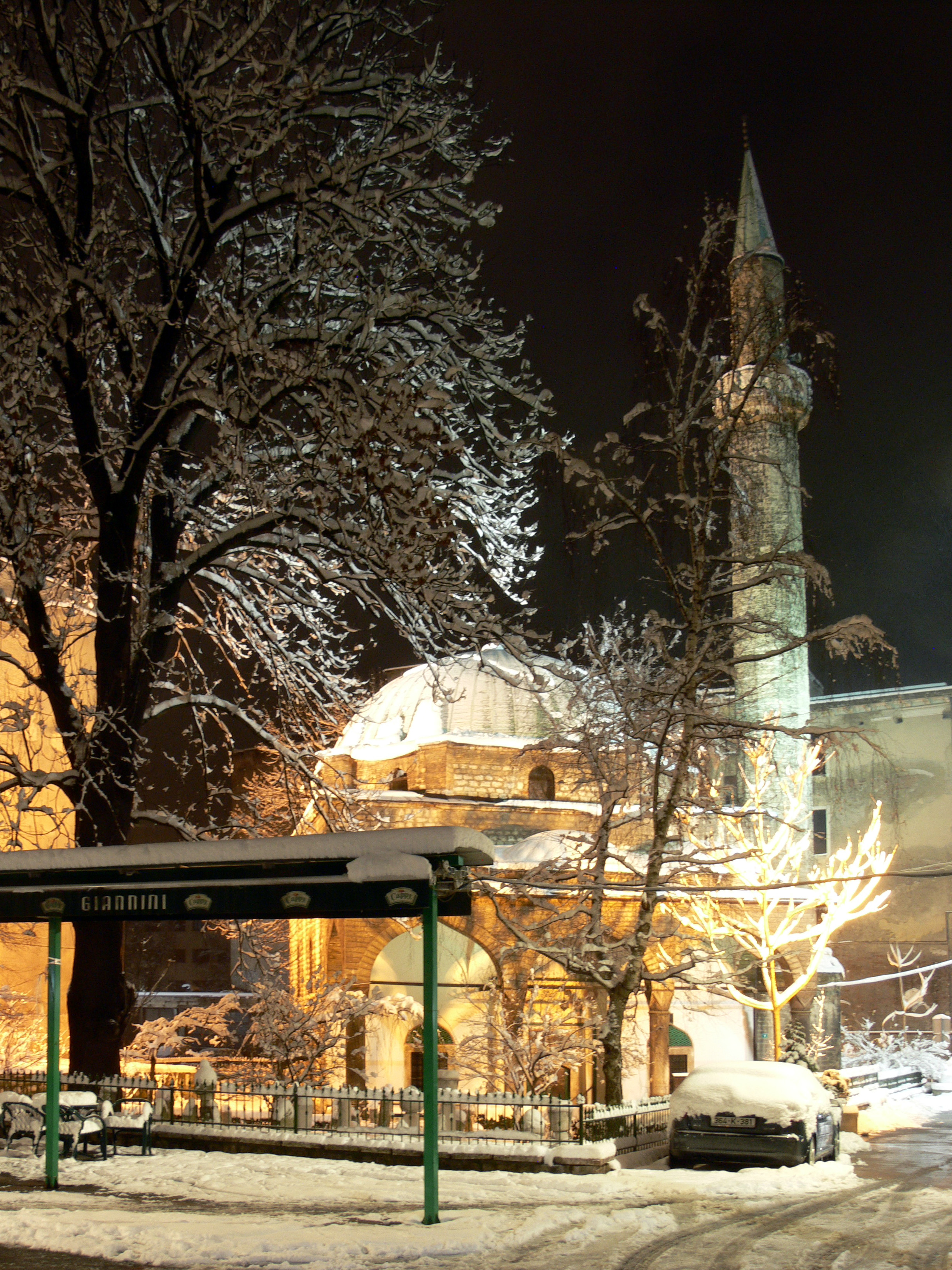
Sarajewo, Ferhad-Begova-Moschee
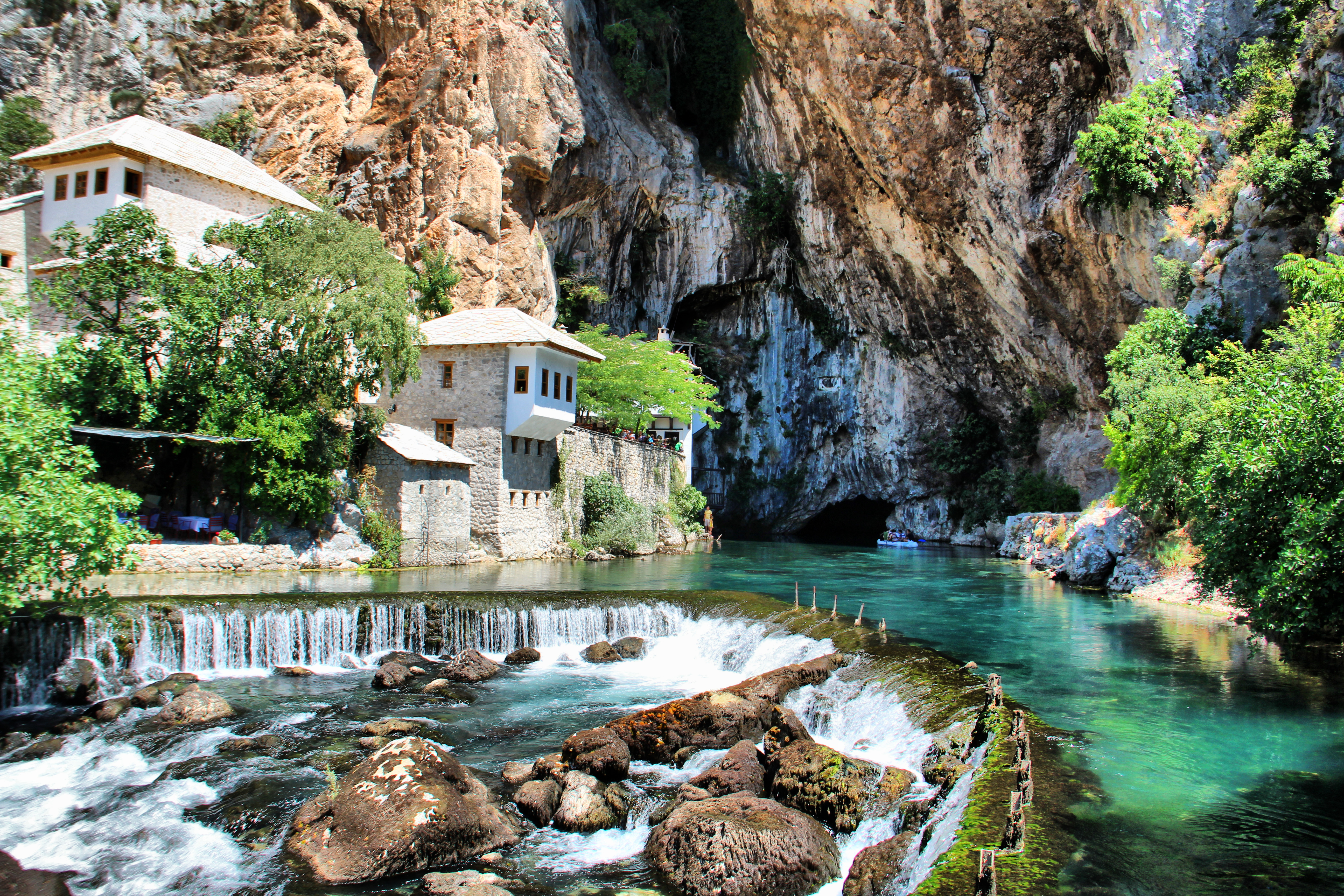
Blagaj, Tekke
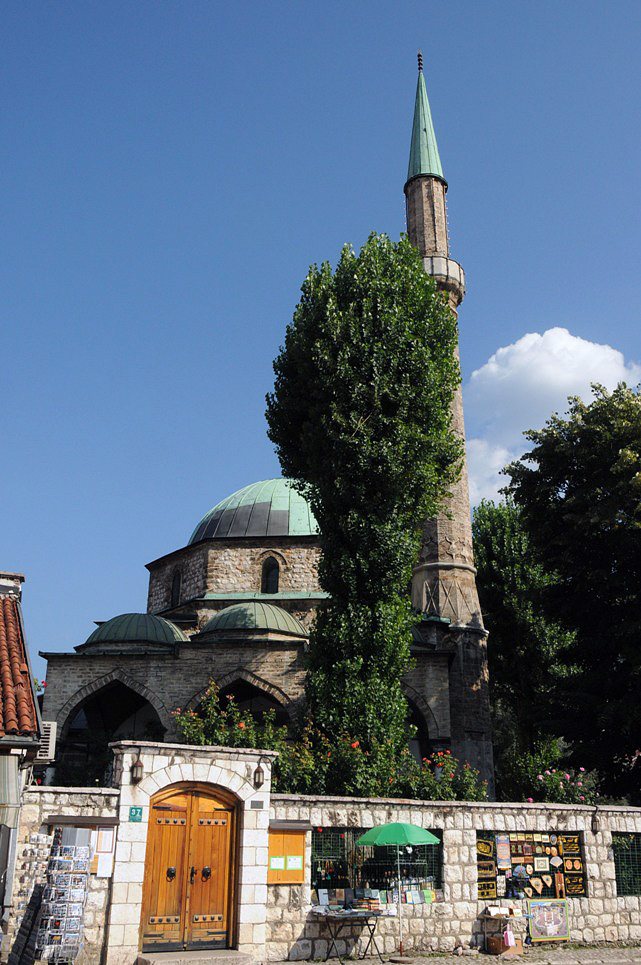
Sarajewo, Baščaršija, 1561
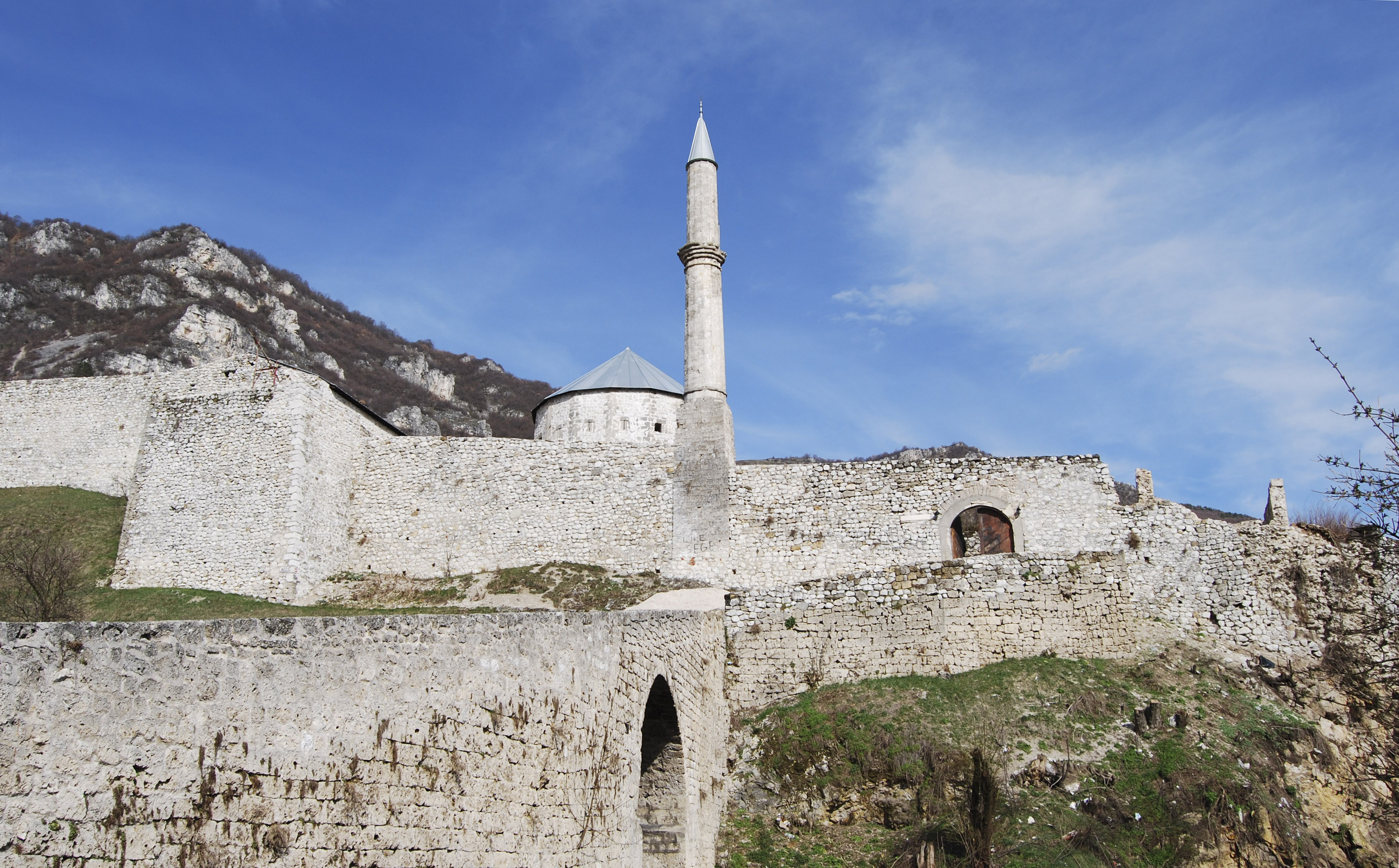
Travnik, Festung mit Moschee
Travnik, Türbe